# Club Deportivo Basket Zaragoza
El Club Deportivo Basket Zaragoza (anomenat per motius de patrocini Mann Filter Zaragoza) fou un equip de bàsquet de la Lliga espanyola de bàsquet femenina d'Espanya. Fundat l'any 2000 a conseqüència de l'ascens obtingut la temporada 1999-2000 per la secció de bàsquet femení del Club Natació Helios de Saragossa, ja que en els estatuts d'aquest no es permetien els equips professionals.

## Històric
| Temporada | Nivell | Lliga           | Posició | Playoff         | Copa de la Reina | Competicions europees     |
| --------- | ------ | --------------- | ------- | --------------- | ---------------- | ------------------------- |
| 2000–01   | 1      | Lliga Femenina  | 12      | –               | –                | –                         |
| 2001–02   | 1      | Lliga Femenina  | 4       | Semifinalista   | –                | –                         |
| 2002–03   | 1      | Liga Femenina   | 3       | Semifinalista   | –                | –                         |
| 2003–04   | 1      | Liga Femenina   | 8       | Quarts de final | –                | EuroCup                   |
| 2004–05   | 1      | Liga Femenina   | 9       | –               | Quarts de final  | –                         |
| 2005–06   | 1      | Liga Femenina   | 9       | –               | –                | –                         |
| 2006–07   | 1      | Liga Femenina   | 11      | –               | –                | –                         |
| 2007–08   | 1      | Liga Femenina   | 12      | –               | –                | –                         |
| 2008–09   | 1      | Liga Femenina   | 13      | Descens         | –                | –                         |
| 2009–10   | 1      | Liga Femenina   | 4       | Semifinalista   | Semifinalista    | EuroCup                   |
| 2010–11   | 1      | Liga Femenina   | 3       | Semifinalista   | Semifinalista    | EuroCup (Quarts de final) |
| 2011–12   | 1      | Liga Femenina   | 5       | Descens         | –                | –                         |
| 2012–13   | 3      | Primera Divisió | 4       | –               | –                | –                         |